# Kustbägarlav
Kustbägarlav (Cladonia subcervicornis) är en lavart som först beskrevs av Vain., och fick sitt nu gällande namn av Kernst. Kustbägarlav ingår i släktet Cladonia och familjen Cladoniaceae.  Arten är reproducerande i Sverige. Inga underarter finns listade i Catalogue of Life.